# Closterium tumidum
Closterium tumidum là một loài Song tinh tảo trong họ Desmidiaceae, thuộc chi Closterium.